# 六角门臂虫
六角门臂虫（学名：Pylolena hexagona）为门盘虫科门臂虫属的动物。在中国，分布于南海等海域。